# Acronicta cubitata
Acronicta cubitata är en fjärilsart som beskrevs av W. Warren 1914. Acronicta cubitata ingår i släktet Acronicta och familjen nattflyn. Inga underarter finns listade i Catalogue of Life.